# Мужская сборная ветеранов Республики Корея по кёрлингу
Мужская сборная ветеранов Республики Корея по кёрлингу — национальная мужская сборная команда, составленная из игроков возраста 50 лет и старше. Представляет Республику Корея на международных соревнованиях по кёрлингу. Управляющей организацией выступает Ассоциация кёрлинга Республики Кореи (кор. 한국의 컬링 협회 공화국, англ. Curling Association Republic of Korea).

## Результаты выступлений

### Чемпионаты мира
| Год     | Место          | И              | В              | П              | Состав (скипы выделены шрифтом) | Состав (скипы выделены шрифтом) | Состав (скипы выделены шрифтом) | Состав (скипы выделены шрифтом) | Состав (скипы выделены шрифтом) | Состав (скипы выделены шрифтом) |                |
| Год     | Место          | И              | В              | П              | четвёртый                       | третий                          | второй                          | первый                          | запасной                        | тренер                          |                |
| ------- | -------------- | -------------- | -------------- | -------------- | ------------------------------- | ------------------------------- | ------------------------------- | ------------------------------- | ------------------------------- | ------------------------------- | -------------- |
| 2002—22 | не участвовали | не участвовали | не участвовали | не участвовали | не участвовали                  | не участвовали                  | не участвовали                  | не участвовали                  | не участвовали                  | не участвовали                  | не участвовали |
| 2023    | 18             | 7              | 2              | 5              | Cheon In-seon                   | Her Jung-wook                   | Ham Young-woo                   | Shin Man-ho                     | Choi Jong-kyung                 | Cheong Jangheon                 |                |
| 2024    | не участвовали | не участвовали | не участвовали | не участвовали | не участвовали                  | не участвовали                  | не участвовали                  | не участвовали                  | не участвовали                  | не участвовали                  | не участвовали |
| 2025    | 15             | 5              | 3              | 2              | Jung Jae-suk                    | Jung Hyo-heon                   | Lee Il-kyu                      | Seo Jung-woo                    | Son Jin-suk                     | Chung Wonsuk                    |                |

(данные с сайта результатов и статистики ВФК:)